# U-Bahnhof Osthafen

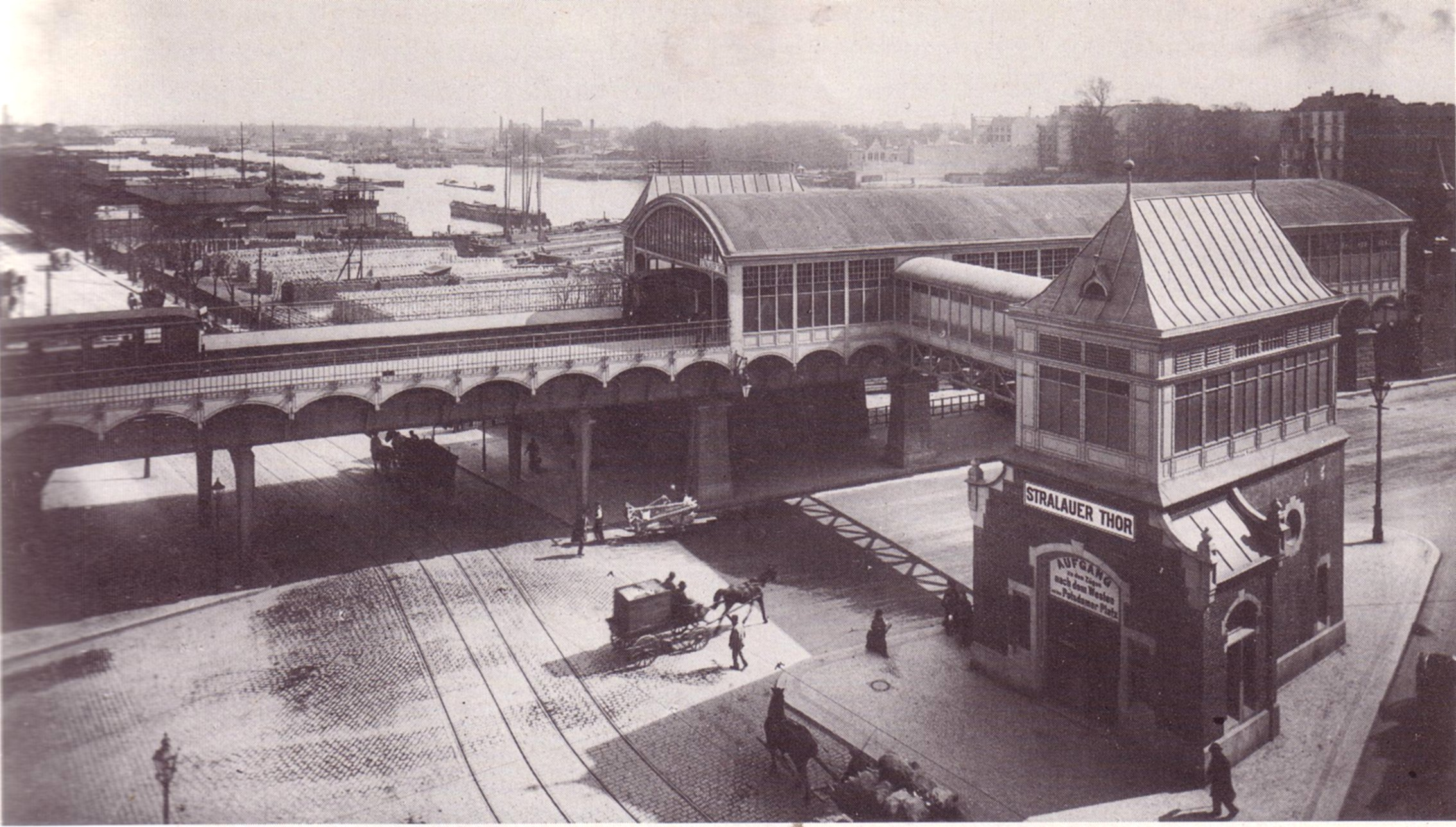
Der Bahnhof Stralauer T(h)or, ab 1924: Osthafen

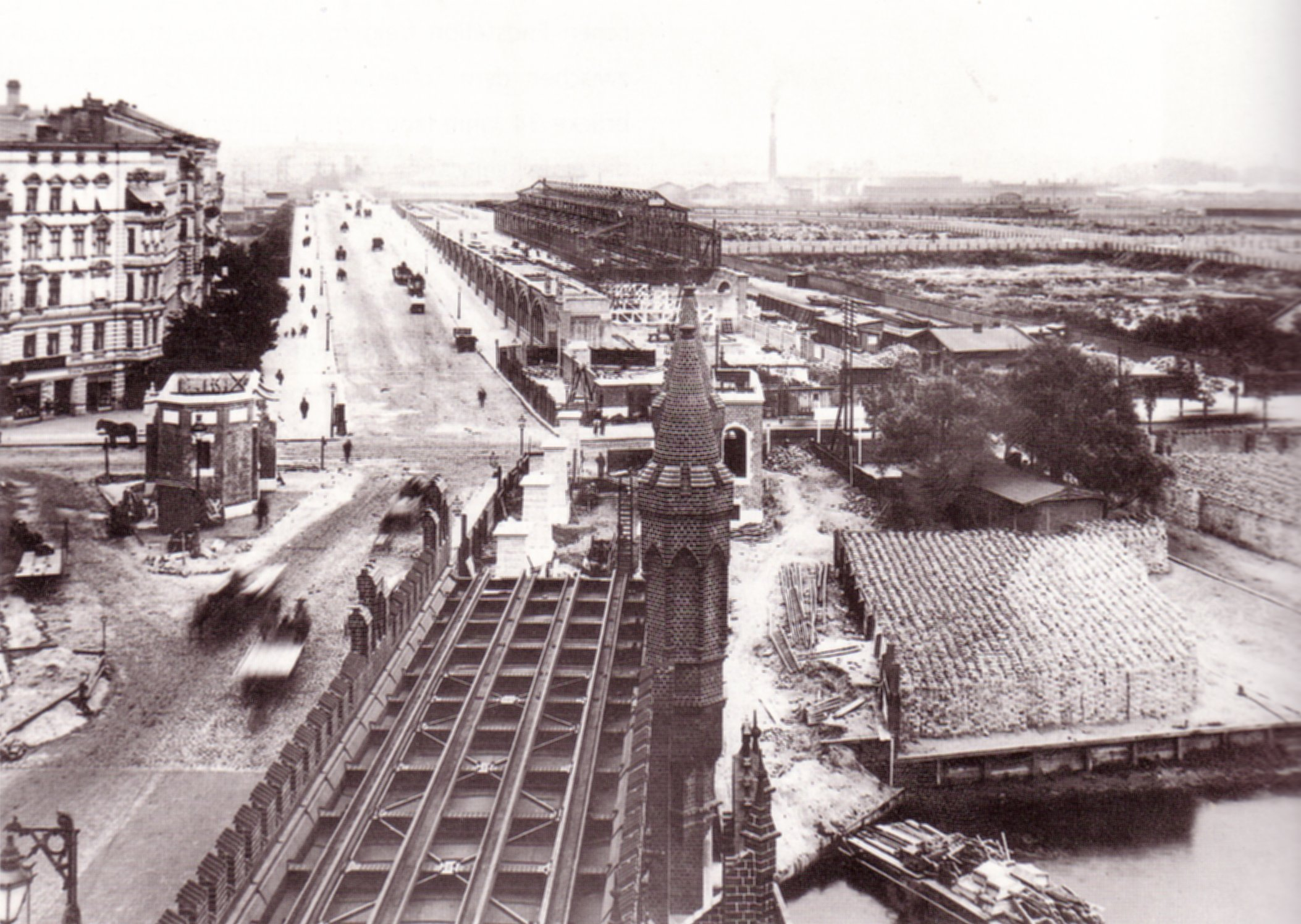
Blick vom Turm der Oberbaumbrücke auf den im Bau befindlichen Bahnhof Stralauer Thor (im Vordergrund), 1901

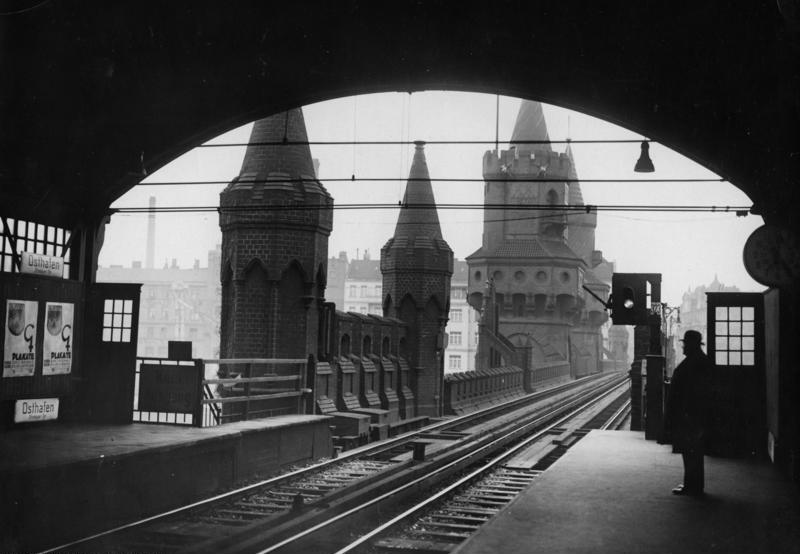
Blick aus dem Bahnhof Osthafen Richtung Südwesten auf die Oberbaumbrücke, 1932

Der U-Bahnhof Osthafen, bis 1924 Stralauer T(h)or, war ein Hochbahnhof im Berliner Ortsteil Friedrichshain. Er wurde am nordöstlichen Ende der über die Spree führenden Oberbaumbrücke als einer der ersten Bahnhöfe der Berliner U-Bahn errichtet und war 320 Meter vom heutigen Bahnhof Warschauer Straße (bis 1995: Warschauer Brücke) und 470 Meter vom Bahnhof Schlesisches Tor entfernt. Bei den alliierten Luftangriffen im Zweiten Weltkrieg wurde der U-Bahnhof Osthafen vollständig zerstört und nicht wieder aufgebaut. Heute sind nur noch die Stützen am Hochbahnviadukt der Warschauer Straße erkennbar.

## Geschichte
Die Geschichte der Berliner U-Bahn ist eng mit dem Bahnhof Stralauer Thor verbunden. Nach dem ersten Spatenstich am 10. September 1896 schritten die Arbeiten relativ zügig voran, sodass der östliche Teil zwischen Stralauer Thor und Potsdamer Platz der neuen Elektrischen Hoch- und Untergrundbahn am 18. Februar 1902 eröffnet werden konnte. Somit stellt der Bahnhof einen der Ausgangspunkte der Berliner U-Bahngeschichte dar.
Der Bahnhof befand sich direkt hinter der Oberbaumbrücke; die Errichtung der beiden Bauwerke fand zeitlich hintereinander statt. Nachdem die von Otto Stahn entworfene Brücke 1896 fertiggestellt war, wurde der Bahnhof im Auftrag von Siemens & Halske unter der Leitung von Paul Wittig zwischen 1898 und 1900 errichtet. Für die Ausgestaltung des Bauwerks ist ein spezifischer Architekt nicht mehr festzustellen, der Entwurf entstammte dem Baubüro von Siemens & Halske und entspricht in etwa einer Kombination aus den Bahnhöfen Prinzenstraße und Görlitzer Bahnhof. Der Bahnhof besaß bei seiner Eröffnung zwei je 3,5 Meter breite und 73 Meter lange Seitenbahnsteige, die zunächst für Sechs-Wagen-Züge ausreichten. Der südliche Treppenaufgang für den Bahnhof, der 7,5 Meter über dem Straßenniveau lag, war seitlich angeordnet. Dieser musste aufgrund der engen Platzverhältnisse auf einer einzelnen Verkehrsinsel gebaut werden, eine überdachte Brücke – ähnlich dem Bahnhof Prinzenstraße – führte zum Bahnsteig. Architektonisch passte der Bahnhof jedoch nur bedingt zur benachbarten Oberbaumbrücke.
Nach der Orthographischen Konferenz von 1901 verschwand das ‚h‘ aus dem Bahnhofsnamen. Am 15. September 1924 wurde der Bahnhof nach dem gleichnamigen, ebenfalls am östlichen Ende der Oberbaumbrücke gelegenen Osthafen benannt.
Bei einem alliierten Luftangriff am 10. März 1945 zerstörte ein Bombentreffer den bislang unbeschädigten Hochbahnhof Osthafen nahezu komplett. Während die Hochbahnstrecke zwischen Warschauer Brücke (heute: Warschauer Straße) und Schlesischem Tor am 14. Oktober 1945 wieder eingleisig in Betrieb genommen werden konnte, beschloss die BVG, den Bahnhof Osthafen wegen der Nähe zur Endstation Warschauer Brücke nicht wieder aufzubauen. Sie ließ alle Überreste beseitigen, heute sind nur noch die Stützmauern zu erkennen. Der Bahnhof Osthafen war der einzige U-Bahnhof Berlins, der nicht wieder aufgebaut wurde.